# On the Corner
Albums de Miles Davis
A Tribute to Jack Johnson
(1971) Big Fun
(1972)
On the Corner est un album de jazz fusion de Miles Davis, enregistré de juin à septembre 1972.

## Historique
Davis expliqua que On the Corner avait pour but de ramener la jeunesse noire-américaine vers le jazz, qu'elle avait abandonné en grande partie pour le rock ou le funk. Bien qu'on repère une influence rock et funk dans le timbre des instruments employés, l'album fut d'un point de vue musical la culmination des recherches dans la musique concrète que menèrent Davis et le producteur Teo Macero (qui avait étudié avec Otto Luening au centre de musique électronique de l'université Columbia) dès la fin des années 1960. Il faut mentionner la réédition Sony de 2006 en coffret de 6CD, The Complete On the Corner Sessions, contenant l'intégralité des sessions studio enregistrés par Miles Davis de 1972 à 1974 : Red China Blues, Turn around, U-turn around et Holly-wuud sont des explorations funk de ce coffret mythique habillé de métal repoussé figurant les copains du carrefour (on the corner) avec un livret très documenté et des photos inédites. Dans le même esprit de réédition, The Complete live at the Cellar Door (club de jazz de Washington) est un coffret de 6 CD enregistrés entre le 16 et le 19 décembre 1970 et sorti en septembre 2005. Ces enregistrements complètent et éventuellement doublent (alternate take) les enregistrements du mythique Live Evil.

## Liste des pistes
| Piste | Titre du morceau | Composé par | Durée                         |
| ----- | --- | ----------- | ----------------------------- |
| 1.    | On the Corner / New York Girl / Thinkin' One Thing and Doin' Another / Vote for Miles On the Corner New York Girl Thinkin' One Thing and Doin' Another Vote for Miles | M. Davis    | 19:55 02:58 01:32 06:42 08:45 |
| 2.    | Black satin | M. Davis    | 5:16                          |
| 3.    | One and one | M. Davis    | 06:09                         |
| 4.    | Helen Butte / Mr. Freedom X Helen Butte Mr. Freedom X | M. Davis    | 23:18 16:06 7:13              |

La réédition de 1993 sépare chaque composition, de sorte qu'il apparaît huit pistes au lieu de quatre. D'autres rééditions utilisent l'organisation originelle.

## Interprètes et instruments
- Badal Roy – tablâ
- Bennie Maupin – clarinette basse
- Carlos Garnett – saxophone alto et ténor
- Don Alias – percussions
- Chick Corea – synthétiseur
- Collin Walcott – sitar
- David Liebman – saxophone soprano
- David Creamer – guitare électrique
- Harold I. Williams – piano électrique, synthétiseur
- Herbie Hancock – orgue
- Jabali Billy Hart – batterie, bongos
- Jack DeJohnette – batterie
- James Mtume Foreman – percussions
- John McLaughlin – guitare électrique
- Lonnie Liston Smith – orgue
- Michael Henderson – basse électrique
- Miles Davis – trompette
- Paul Buckmaster – violoncelle